# كرولي (كولورادو)
كرولي (بالإنجليزية: Crowley, Colorado)‏ هي بلدة تقع في مقاطعة كرولي، كولورادو بولاية كولورادو في الولايات المتحدة. تبلغ مساحتها 0.7 (كم²)، وترتفع عن سطح البحر 1327 م، بلغ عدد سكانها 187 نسمة في عام 2000 حسب إحصاء مكتب تعداد الولايات المتحدة وتصل الكثافة السكانية فيها 267.1 نسمة/كم2.

## وصلات خارجية
- The US50 - Cities and Towns in Colorado State
- Colorado Cities and Towns, Facts, Map, Flag, Colleges, Government, and More